# Bisaltes argentiniensis
Bisaltes argentiniensis es una especie de escarabajo longicornio del género Bisaltes, subfamilia Lamiinae. Fue descrita científicamente por Breuning en 1971.
Se distribuye por Argentina. Posee una longitud corporal de 9-11 milímetros.